# Dinkelrode
Dinkelrode ist ein Ortsteil der Gemeinde Schenklengsfeld im osthessischen Landkreis Hersfeld-Rotenburg.

## Geographische Lage
Der Ort liegt am Rande eines Buchenwaldes im Landecker Amt nordnordwestlich des Hauptortes Schenklengsfeld. Die durch den Ort verlaufende Kreisstraße 20 führt nordöstlich zu dem Schenklengsfelder Ortsteil Malkomes und südwestlich auf die Kreisstraße 17, welche von Wüstfeld bis nach Bad Hersfeld führt.

## Geschichte

### Ortsgeschichte
Die älteste bekannte schriftliche Erwähnung von Dinkelrode erfolgte unter dem Namen Tinchemrod im Jahr 1240 in einer Urkunde des Klosters Haina. Der Ort war dann längere Zeit ein Lehen der Herren von Romrod, bevor er an die Landgrafschaft Hessen fiel.
Zum 31. Dezember 1971 wurde die bis dahin selbständige Gemeinde Dinkelrode im Zuge der Gebietsreform in Hessen auf freiwilliger Basis in die Gemeinde Schenklengsfeld eingemeindet.
Für Dinkelrode wurde, wie für alle bei der Gebietsreform eingegliederten Gemeinden sowie für die Kerngemeinde mit Lampertsfeld, ein Ortsbezirk mit Ortsbeirat und Ortsvorsteher nach der Hessischen Gemeindeordnung gebildet.

### Verwaltungsgeschichte im Überblick
Die folgende Liste zeigt die Staaten und Verwaltungseinheiten, denen Dinkelrode angehört(e):
- vor 1648: Heiliges Römisches Reich, Fürstentum Hersfeld, Amt Landeck
- 1648–1806: Heiliges Römisches Reich, Landgrafschaft Hessen-Kassel, Fürstentum Hersfeld, Amt Landeck
- 1807–1813: Königreich Westphalen, Departement der Werra, Distrikt Hersfeld, Kanton Landeck
- ab 1815: Kurfürstentum Hessen, Fürstentum Hersfeld, Amt Landeck[7]
- ab 1821/22: Provinz Fulda, Kreis Hersfeld[8][Anm. 2]
- ab 1848: Kurfürstentum Hessen, Bezirk Hersfeld
- ab 1851: Kurfürstentum Hessen, Provinz Fulda, Kreis Hersfeld
- ab 1867: Königreich Preußen, Provinz Hessen-Nassau, Regierungsbezirk Kassel, Kreis Hersfeld
- ab 1871: Deutsches Reich, Königreich Preußen, Provinz Hessen-Nassau, Regierungsbezirk Kassel, Kreis Hersfeld
- ab 1918: Deutsches Reich, Freistaat Preußen, Provinz Hessen-Nassau, Regierungsbezirk Kassel, Kreis Hersfeld
- ab 1944: Deutsches Reich, Freistaat Preußen, Provinz Kurhessen, Landkreis Hersfeld
- ab 1945: Amerikanische Besatzungszone, Groß-Hessen, Regierungsbezirk Kassel, Landkreis Hersfeld
- ab 1946: Amerikanische Besatzungszone, Land Hessen, Regierungsbezirk Kassel, Landkreis Hersfeld
- ab 1949: Bundesrepublik Deutschland, Land Hessen, Regierungsbezirk Kassel, Landkreis Hersfeld
- ab 1972: Bundesrepublik Deutschland, Land Hessen, Regierungsbezirk Kassel, Landkreis Hersfeld-Rotenburg, Gemeinde Schenklengsfeld[Anm. 3]

## Bevölkerung

### Einwohnerstruktur 2011
Nach den Erhebungen des Zensus 2011 lebten am Stichtag, dem 9. Mai 2011, in Dinkelrode 105 Einwohner. Darunter waren keine Ausländer.
Nach dem Lebensalter waren 15 Einwohner unter 18 Jahren, 30 zwischen 18 und 49, 30 zwischen 50 und 64 und 30 Einwohner waren älter. Die Einwohner lebten in 42 Haushalten. Davon waren 12 Singlehaushalte, 9 Paare ohne Kinder und 18 Paare mit Kindern, sowie 3 Alleinerziehende und keine Wohngemeinschaften. In 12 Haushalten lebten ausschließlich Senioren und in 18 Haushaltungen lebten keine Senioren.

### Einwohnerentwicklung
| Dinkelrode: Einwohnerzahlen von 1834 bis 2019 | Dinkelrode: Einwohnerzahlen von 1834 bis 2019 | Dinkelrode: Einwohnerzahlen von 1834 bis 2019 | Dinkelrode: Einwohnerzahlen von 1834 bis 2019 | Dinkelrode: Einwohnerzahlen von 1834 bis 2019 |
| --- | --------------------------------------------- | --------------------------------------------- | --------------------------------------------- | --------------------------------------------- |
| Jahr |                                               |                                               |                                               | Einwohner                                     |
| 1834 | 1834                                          |                                               | 97                                            | 97                                            |
| 1840 | 1840                                          |                                               | 100                                           | 100                                           |
| 1846 | 1846                                          |                                               | 113                                           | 113                                           |
| 1852 | 1852                                          |                                               | 121                                           | 121                                           |
| 1858 | 1858                                          |                                               | 111                                           | 111                                           |
| 1864 | 1864                                          |                                               | 120                                           | 120                                           |
| 1871 | 1871                                          |                                               | 102                                           | 102                                           |
| 1875 | 1875                                          |                                               | 105                                           | 105                                           |
| 1885 | 1885                                          |                                               | 98                                            | 98                                            |
| 1895 | 1895                                          |                                               | 89                                            | 89                                            |
| 1905 | 1905                                          |                                               | 92                                            | 92                                            |
| 1910 | 1910                                          |                                               | 102                                           | 102                                           |
| 1925 | 1925                                          |                                               | 129                                           | 129                                           |
| 1939 | 1939                                          |                                               | 125                                           | 125                                           |
| 1946 | 1946                                          |                                               | 152                                           | 152                                           |
| 1950 | 1950                                          |                                               | 170                                           | 170                                           |
| 1956 | 1956                                          |                                               | 161                                           | 161                                           |
| 1961 | 1961                                          |                                               | 157                                           | 157                                           |
| 1967 | 1967                                          |                                               | 141                                           | 141                                           |
| 1970 | 1970                                          |                                               | 141                                           | 141                                           |
| 1980 | 1980                                          |                                               | ?                                             | ?                                             |
| 1990 | 1990                                          |                                               | ?                                             | ?                                             |
| 2000 | 2000                                          |                                               | ?                                             | ?                                             |
| 2011 | 2011                                          |                                               | 105                                           | 105                                           |
| 2019 | 2019                                          |                                               | 82                                            | 82                                            |
| Datenquelle: Historisches Gemeindeverzeichnis für Hessen: Die Bevölkerung der Gemeinden 1834 bis 1967. Wiesbaden: Hessisches Statistisches Landesamt, 1968. Weitere Quellen: LAGIS; Gemeinde Schenklengsfeld; Zensus 2011 |                                               |                                               |                                               |                                               |

### Historische Religionszugehörigkeit
| • 1885: | 89 evangelische (= 100 %) Einwohner                               |
| • 1961: | 152 evangelische (= 96,8 %), zwei katholische (= 1,3 %) Einwohner |

## Politik
Für den Ortsteil Dinkelrode besteht ein Ortsbezirk (Gebiete der ehemaligen Gemeinde Dinkelrode) mit Ortsbeirat und Ortsvorsteher nach der Hessischen Gemeindeordnung. Der Ortsbeirat besteht aus fünf Mitgliedern. Bei Kommunalwahlen in Hessen 2021 lag die Wahlbeteiligung zum Ortsbeirat bei 83,10 %. Alle Kandidaten gehören der „Gemeinschaftsliste“ an. Der Ortsbeirat wählte Joachim Pankow zum Ortsvorsteher.

## Infrastruktur
Im Ort gibt es ein Dorfheim.